# KONAMI Arcade Championship
KONAMI Arcade Championship（コナミアーケードチャンピオンシップ、以下KAC）は、コナミアミューズメントのオンラインアーケードゲーム「e-AMUSEMENT」対応作品のオフライン大会である。主催は2011年から2015年（5th）まではコナミデジタルエンタテインメント主催であったが、コナミグループ再編に伴い、2016年（6th）よりコナミアミューズメント主催となった。

## 概要
コナミのアーケードゲームでは過去にBEMANIシリーズの全国規模のオフラインイベントとして「BEMANIトップランカー決定戦」を2度（2005年-2006年、2008年）行ってきたが、2011年にBEMANIシリーズ以外も含めた計12作品の合同イベントとして「KONAMI Arcade Championship 2011」を開催した。e-AMUSEMENTを展開している日本国外のアジア地区はKAC2011の対象外であり、別の大会として「KONAMI Arcade Championship Asia」を開催した。
以降は日本・アジア合同で2012年には14作品、2013年には21部門（エキシビション・日本国外限定大会含む）と規模を拡大して開催したが、第4回（2014年-2015年）は12作品中BEMANI以外は『麻雀格闘倶楽部 彩の華』のみと、BEMANIシリーズを中心としたスタイルとなった。その後は新作タイトルが対象ゲームにノミネートされることがある。
2020年度の第10回時点で、第1回から連続して開催タイトルに選ばれたタイトルは『beatmania IIDX』・『DanceDanceRevolution』・（『GuitarFreaksXG』・『DrumManiaXG』）→『GITADORA』・『jubeat』・『pop'n music』・『麻雀格闘倶楽部』の7タイトル（麻雀格闘倶楽部の9thは決勝ラウンド中止）である。

## 大会会場
第2回までは全国のゲームセンターで決勝大会が行われ、優勝者が後日開催されるグランドフィナーレで表彰されるという形式をとっていたが、第3回はミッドタウンホール、第4回以降は第8回までは一部を除き幕張メッセで開催されるジャパンアミューズメントエキスポ（JAEPO）や闘会議（2016年の第5回KACのみ。第6回KAC以降はJAEPOと共同開催）の中で集中開催される形式をとっている。

## 共通ルール
参加資格は該当作品のデータのあるe-AMUSEMENT PASSを使用しているプレイヤー（コナミグループ従業員の参加は制限される場合があるほか、第9回では過去の大会で失格になったことのあるプレイヤーの参加が不可である旨が明記された）。決勝ラウンドへの参加は作品ごとにeAMUSEMENTサイト（旧称：e-AMUSEMENT GATE）でのエントリーが必要になる。決勝ラウンドは日程が重複していなければ複数作品への参加が可能。重複している場合は1作品を選択し、残りは辞退となる。なお、BEMANIシリーズのダブルプレー部門はダブルプレー譜面を2人でプレイする違反行為の確認ができないため、第5回までは開催されていなかったが、第6回大会では一部作品で初めて開催された（複数人プレイは禁止）。
エントリーは日本国内と海外で別々に行われ、海外と日本のプレイ成績は原則相互に反映されない。

## 2011年度
前述の通り2011年は日本と海外で独立して行われた。

### KAC2011
日付は全て2011年。

#### スケジュール（2011）
- 予選ラウンド：9月29日[1]-11月6日
- 決勝ラウンド：11月20・23・26・27日、12月3日
- グランドフィナーレ：12月4日

#### 開催タイトル（2011）
決勝ラウンドにはスペシャルゲストが登場する作品もある。
| 作品名                                    | 優勝者       | 予選ラウンド      | 予選ラウンド      | 決勝ラウンド |
| 作品名                                    | 優勝者       | 一次予選          | 二次予選          | 決勝ラウンド |
| ----------------------------------------- | ------------ | ----------------- | ----------------- | ------------ |
| beatmania IIDX 19 Lincle                  | DOLCE.       | 9月29日-10月23日  | 10月26日-11月6日  | 11月23日     |
| DanceDanceRevolution X2                   | BROSONI.     | 9月29日-10月23日  | 10月26日-11月6日  | 11月27日     |
| GuitarFreaks XG2 Groove to Live           | APRICOT.     | 9月29日-10月23日  | 10月26日-11月6日  | 11月26日     |
| DrumMania XG2 Groove to Live              | MISTER.S     | 9月29日-10月23日  | 10月26日-11月6日  | 11月26日     |
| jubeat copious                            | VE*K.DSN     | 9月29日-10月23日  | 10月26日-11月6日  | 11月26日     |
| pop'n music 19 TUNE STREET                | TATSU        | 9月29日-10月23日  | 10月26日-11月6日  | 11月27日     |
| REFLEC BEAT                               | N.E.X.T.     | 9月29日-10月23日  | 10月26日-11月6日  | 11月23日     |
| エターナルナイツ4                         | ゆき＆まゆゆ | 9月29日-10月16日  | 9月29日-10月16日  | 11月20日     |
| 麻雀格闘倶楽部 ultimate version〜絆の章〜 | ぎんが       | 10月20日-10月30日 | 10月31日-11月6日  | 11月27日     |
| 天下一将棋会2                             | ？？？？？   | 10月20日-10月30日 | 10月31日-11月6日  | 11月27日     |
| クイズマジックアカデミー8                 | かるみん     | 10月21日-10月30日 | 10月21日-10月30日 | 12月3日      |
| BASEBALL HEROES 2011 SHINE STAR           | 寿★のぉす    | 10月28日-11月3日  | 11月4日-11月6日   | 12月3日      |

#### ルール
BEMANIシリーズ以外の作品は各作品の記事および外部リンク参照。

##### BEMANIシリーズ共通ルール
一次予選（オンライン）
各作品ごとに設定された課題曲3曲の合計スコアを競う。各エリア（北海道・東北、関東、中部、近畿・四国、九州・中国・沖縄）上位100名が二次予選進出。
二次予選（オンライン）
一次予選通過者のリクエストによって課題曲3曲を決定し、その合計スコアを競う。各エリア上位4名（jubeat copiousのみ上位8名→12名に拡大）が決勝ラウンドに進出。
決勝ラウンド（開催店舗）
各エリアごとに決勝ラウンド開催店舗でエリア代表を決定。その後各エリア代表の5人で決勝戦を行う。

#### グランドフィナーレ
各作品に関する人物をスペシャルゲストに招いて2011年12月4日にミッドタウンホールで表彰式が行われた。プレイヤーの中から観覧希望者を募り、抽選で観覧資格が得られた。
ゲスト（BEMANIコンポーザーは省略）
- クイズマジックアカデミー8 - 檜山修之（レオン役声優）、浅野真澄（シャロン役声優）、佐藤利奈（ユウ、サツキ役声優）
- 麻雀格闘倶楽部 u.v.絆の章 - 小島武夫、二階堂亜樹、二階堂瑠美（雀士）
- 天下一将棋会2 - 渡辺明（将棋棋士、竜王）、上田初美（将棋女流棋士、女王）
- BASEBALL HEROES 2011 - 元木大介（野球解説者）
- エターナルナイツ4 - 杉原杏璃（タレント）

#### 関連イベント
- BEMANIシリーズでは、KACにエントリーしたプレイヤーに限定e-AMUSEMENT PASSがプレゼントされるキャンペーンが行われた。
- 『麻雀格闘倶楽部 u.v.〜絆の章〜』では、対象タイトル12作品のBGMを使用できる「KONAMI Arcade SOUND CHALLENGE」が行われ、解禁したBGMはグランドフィナーレ当日まで対局時に使用できた。その後PASELIコンテンツ「KONAMI Arcade SOUND CHALLENGE Repeat」として新たに12曲が加わり、全24曲となった。KAC期間中にチャレンジで獲得したBGMはリピートでも使用可能状態で引き継がれる。

### KAC Asia
アジア地区（韓国・台湾・シンガポール・マカオ・香港）でも「KONAMI Arcade Championship Asia」としてBEMANIシリーズ6作品（韓国では2作品）の大会が行われている。

#### 開催タイトル（Asia）
太字は韓国でも開催される作品。
| 作品名                         | 一次予選                | 二次予選                | 決勝ラウンド                |
| ------------------------------ | ----------------------- | ----------------------- | --------------------------- |
| beatmania IIDX 19 Lincle       | 2011年12月10日-12月18日 | 2011年12月20日-12月28日 | 2012年1月13日-2012年1月15日 |
| REFLEC BEAT limelight          | 2011年12月10日-12月18日 | 2011年12月20日-12月28日 | 2012年1月13日-2012年1月15日 |
| jubeat copious                 | 2011年11月25日-12月5日  | 2011年12月12日-12月21日 | 2012年1月13日-2012年1月15日 |
| GuitarFreaksXG2 Groove to Live | 2011年11月25日-12月5日  | 2011年12月12日-12月21日 | 2012年1月13日-2012年1月15日 |
| DrumManiaXG2 Groove to Live    | 2011年11月25日-12月5日  | 2011年12月12日-12月21日 | 2012年1月13日-2012年1月15日 |
| Dance Dance Revolution X2      | 2011年11月25日-12月5日  | 2011年12月7日-12月15日  | 2012年1月13日-2012年1月15日 |

#### ルール
決勝ラウンドに進めるのは全地区で各8人。1次予選の課題曲はKAC2011（日本）と同一。

## 2012年度
AOUアミューズメントエキスポ2012にてKONAMI Arcade Championshipの2012年度の開催が発表された。同エキスポでは、BEMANIシリーズのKAC2011優勝者とKAC Asia優勝者によるエキシビションプレイが行われた。以下、本節の日付は全て2012年。

### スケジュール（2012）
今回は日本とアジア地区で同一のスケジュールで開催される。
- 予選ラウンド：8月10日[5]-11月4日
- 決勝ラウンド：11月17・18・23-25日
- グランドフィナーレ：12月27日

### 開催タイトル（2012）
- 太字（BEMANIシリーズ）はBEMANI Master部門対象作品。
- 掲載順は公式サイトに基づく。
- 開催エリアの国旗は=日本、 =台湾、=シンガポール、=マカオ、=香港、=韓国。

| 作品名                                    | 開催回数 | 優勝者      | 開催エリア | 予選ラウンド                                                                                 | 決勝ラウンド      |
| ----------------------------------------- | -------- | ----------- | ---------- | -------------------------------------------------------------------------------------------- | ----------------- |
| beatmania IIDX 20 tricoro                 | 2        | MADOKA      | ・         | 10月1日-11月4日                                                                              | 11月25日          |
| jubeat saucer                             | 2        | II-L-Y      | ・         | 10月1日-11月4日                                                                              | 11月24日          |
| REFLEC BEAT limelight                     | 2        | A.N.C.B     | ・         | 10月1日-11月4日                                                                              | 11月25日          |
| Dance Dance Revolution X3 VS 2ndMIX       | 2        | GAHOU       | ・         | 10月1日-11月4日                                                                              | 11月23日          |
| pop'n music 20 fantasia                   | 2        | TATSU       | 日本の旗   | 10月1日-11月4日                                                                              | 11月23日          |
| GuitarFreaks XG3                          | 2        | GIL.        | ・         | 10月1日-11月4日                                                                              | 11月24日          |
| DrumMania XG3                             | 2        | NKN-FAL     | ・         | 10月1日-11月4日                                                                              | 11月24日          |
| SOUND VOLTEX BOOTH                        | 1        | REMILIA     | ・         | 10月1日-11月4日                                                                              | 11月25日          |
| Dance Evolution ARCADE                    | 1        | まろさん    | 日本の旗   | 10月1日-11月4日                                                                              | 11月23日          |
| 麻雀格闘倶楽部 ultimate version〜絆の章〜 | 2        | ドラゴン    | ・         | ゲーム機予選：9月14日-9月30日 ゲーム機決勝：10月1日-10月8日 地区代表決定戦：10月20日-11月4日 | 最終決勝 11月17日 |
| BASEBALL HEROES 2012                      | 2        | 天☆豪 鬼    | 日本の旗   | 1st：10月12日-10月28日 2nd：10月29日-11月4日                                                 | 11月17日          |
| クイズマジックアカデミー賢者の扉          | 2        | たけしたKこ | 日本の旗   | 8月10日-11月4日                                                                              | 11月18日          |
| スティールクロニクル                      | 1        | SEENA       | 日本の旗   | 1回目：9月5日-9月18日 2回目：10月10日-10月23日                                               | 11月17日          |
| エターナルナイツTRUST                     | 2        | のR         | 日本の旗   | 9月14日-10月8日                                                                              | 11月18日          |

#### BEMANIシリーズ共通ルール
予選（オンライン）
各作品ごとに設定された課題曲（難易度・曲数は作品により異なる。また、集計開始時刻が予選開始と異なる場合もある）の合計スコアを競う。各エリア（北海道・東北、関東、中部、関西・中国、九州・四国・沖縄）上位数名（作品により異なる）が決勝ラウンド進出。
決勝ラウンド（開催店舗）
各エリアごとに決勝ラウンド開催店舗でエリア代表を決定。その後各エリア代表の5人（アジアでも開催される作品は6人）で決勝戦を行う。
BEMANI Master部門
BEMANIシリーズ各作品の予選ラウンド上位500名にポイントを与え、その合計点でチャンピオンを決める部門。集計対象は日本のみで、決勝ラウンドは行われない。

## 2013年度
2013年9月14日にKAC2013の開催が発表された。以下、本節の日付は全て2013年。

### スケジュール（2013）
前回まで各地のゲームセンターでも行われていた決勝ラウンドがクイズマジックアカデミー中国語版を除き全て六本木・ミッドタウンホール（オレカバトルのみコナミホール）で開催予定となっており、表彰式も同日に行われる。
- 予選ラウンド：10月2日[8]-12月1日
- 決勝ラウンド・表彰式：12月21・22日[9]

### 開催タイトル（2013）
- 太字（BEMANIシリーズ）はBEMANI Master部門対象作品。
- ゲームタイトルは決勝ラウンド開催日当日に稼働しているバージョンに準拠。
- 掲載順は公式サイトに基づく。
- 開催エリアの国旗は=日本、=香港、=マカオ、 =台湾、=シンガポール、=マレーシア、=韓国。

| 作品名                                                                 | 開催回数 | 優勝者             | 開催エリア | 予選ラウンド                                                  | 決勝ラウンド |
| ---------------------------------------------------------------------- | -------- | ------------------ | ---------- | ------------------------------------------------------------- | ------------ |
| beatmania IIDX 21 SPADA                                                | 3        | DOLCE.             | ・         | 10月30日-11月25日                                             | 12月22日     |
| Dance Dance Revolution（2013年版）                                     | 3        | RIN-GO!!           | ・         | 10月30日-11月25日                                             | 12月22日     |
| Dance Evolution ARCADE                                                 | 2        | aiすくりぃむ.i     | ・         | 10月30日-11月25日                                             | 12月21日     |
| GITADORA GuitarFreaks                                                  | 3        | ぴこ               | ・         | 10月30日-11月25日                                             | 12月21日     |
| GITADORA DrumMania                                                     | 3        | MISTER.S           | ・         | 10月30日-11月25日                                             | 12月21日     |
| jubeat saucer                                                          | 3        | FEFEMZ*            | ・         | 10月30日-11月25日                                             | 12月22日     |
| pop'n music Sunny Park                                                 | 3        | TATSU              | ・         | 10月30日-11月25日                                             | 12月22日     |
| REFLEC BEAT colette                                                    | 3        | NICHAN.T           | ・         | 10月30日-11月25日                                             | 12月22日     |
| SOUND VOLTEX II -infinite infection-                                   | 2        | XD2.BOT （えつや） | ・         | 10月30日-11月25日                                             | 12月21日     |
| 麻雀格闘倶楽部 頂の陣                                                  | 3        | GUCHI              | ・         | ゲーム機予選：10月3日-11月10日 ゲーム機決勝：11月14日-12月1日 | 12月22日     |
| BASEBALL HEROES 2013                                                   | 3        | SGセCOM            | 日本の旗   | 第1回：10月4日-10月14日 第2回：11月15日-11月24日              | 12月22日     |
| クイズマジックアカデミー賢者の扉Season2                                | 3        | カレッツァ         | 日本の旗   | 9月6日-12月1日                                                | 12月21日     |
| クイズマジックアカデミー中国語版 （問答魔法學園）                      | 1        | KAHOLAZE           | ・         | 10月1日-11月24日                                              | 12月7日      |
| スティールクロニクル Victroopers                                       | 2        | SEENA JAPAN        | 日本の旗   | 10月2日-10月15日                                              | 12月21日     |
| エターナルナイツLEGEND                                                 | 3        | Dead               | 日本の旗   | 10月9日-10月27日                                              | 12月22日     |
| GI-Master （GI-GranDesire（S含む） GI-HORSEPARK JUDGEMENT（STD含む）） | 1        | じゃい             | 日本の旗   | 11月15日-12月1日                                              | 12月22日     |
| メダルマスター決定戦（MILLIONET） プッシャー部門                       | 1        | りゅーと           | 日本の旗   | 11月1日-11月17日                                              | 12月22日     |
| メダルマスター決定戦（MILLIONET） クレジット機部門                     | 1        | みっちー           | 日本の旗   | 11月1日-11月17日                                              | 12月22日     |

| プッシャー部門                     | クレジット機部門     |
| ---------------------------------- | -------------------- |
| VenusFountain                      | InfinityRings        |
| FORTUNETRINITY2                    | アニマロッタ2        |
| GRAND CROSS CHRONICLE              | フリップスパイラル   |
| スピンフィーバー夢幻のオーケストラ | FEATUREWORLDシリーズ |
| PANORAMA FANTASY                   |                      |

#### エキシビション
括弧内は決勝ラウンド開催日。
- ミライダガッキ Ver.2[15]（12月21日）
  - 決勝ラウンド当日の来場者で予選を行い、午前、午後の1位のプレイヤーで決勝を行う。
  - 優勝者：ほしケチ
- BEMANI Master
  - 優勝者：ほしケチぺったんたん
- モンスター烈伝 オレカバトル（12月21日）
  - 限定モンスターと対戦できる。
  - 大会形式ではないため優勝者は無し。
- ワールドサッカー ウイニングイレブン アーケードチャンピオンシップ2014（12月21日）
  - エントリーしたプレイヤー（ウイイレAC2012のランクが一定以上であることが条件）から抽選で参加を選出。
  - 優勝者：JUN

#### BEMANIシリーズ共通ルール
エキシビションのミライダガッキを除く。
予選（オンライン）
各作品ごとに設定された5つのグループのいずれか1つのみにエントリーし、課題曲（課題曲はグループごとに異なる）の合計スコアを競う。上位数名（作品により異なる）が決勝ラウンド進出。エントリー前および集計開始前のプレイデータは反映されない。
決勝ラウンド（六本木）
2013年12月21日・22日に開催予定。各ゲームの開催日は前記の表を参照。
BEMANI Master部門
BEMANIシリーズ各作品の予選ラウンド上位100名にポイントを与え、その合計点でチャンピオンを決める部門。集計対象は日本のみで、決勝ラウンドは行われない。

#### 予選エントリー参加特典
- beatmania IIDX20 tricoro - 「クプロ・ミミニャミ・パステルくんのみんなで宇宙戦争!!」（以下、「みんなで宇宙戦争」）のダメージ率アップ。
- pop'n music Sunny Park - 「みんなで宇宙戦争」のダメージアップ、専用ポップルパーツを獲得。
- REFLEC BEAT colette - 「みんなで宇宙戦争」のダメージアップ、隠し曲を先行プレー可能。
- Dance Dance Revolution（2013年版） - ステージをクリアできなくても最終ステージまで保証される。

## 2014年度（4th）
2014年12月17日に開催が発表。年またぎの開催となったため正式名称から年号が外れ、「The 4th KONAMI Arcade Championship」となった。
BEMANIシリーズ各機種決勝ラウンドはJAEPO（幕張メッセ）のコナミブースのイベントとしての開催となる（麻雀格闘倶楽部は別日程で、決勝ラウンドは各地のゲームセンターで開催される）。

### スケジュール（4th）
BEMANIシリーズ
- 予選ラウンド：2014年12月22日-2015年1月19日
- 決勝ラウンド：2015年2月14日
- 決勝ラウンド（SOUND VOLTEX・再戦）：2015年3月22日 ※Zepp DiverCity（TOKYO）にて開催

麻雀格闘倶楽部
- 予選ラウンド ゲーム機予選 : 2014年12月22日-2015年1月12日
- 予選ラウンド ゲーム機決勝：2015年1月12日-1月25日
- 決勝ラウンド : 2015年2月22日

### 開催タイトル（4th）
- ゲームタイトルは決勝ラウンド開催日当日に稼働しているバージョンに準拠。
- 掲載順は公式サイトに基づく。

| タイトル                         | 開催回数 | 優勝者     | 優勝者     | 優勝者     | 備考                                         |
| -------------------------------- | -------- | ---------- | ---------- | ---------- | -------------------------------------------- |
| 麻雀格闘倶楽部 彩の華            | 4        | 属性       | 四人打ち   | 三人打ち   | 属性およびモード別に開催。                   |
| 麻雀格闘倶楽部 彩の華            | 4        | 青龍       | つばっち＊ | GOD？？    | 属性およびモード別に開催。                   |
| 麻雀格闘倶楽部 彩の華            | 4        | 朱雀       | @@@@@      | ゴルゴ     | 属性およびモード別に開催。                   |
| 麻雀格闘倶楽部 彩の華            | 4        | 白虎       | マサラッキ | ケケケケケ | 属性およびモード別に開催。                   |
| 麻雀格闘倶楽部 彩の華            | 4        | 玄武       | っんでレら | ドラリスト | 属性およびモード別に開催。                   |
| beatmania IIDX 22 PENDUAL        | 4        | TOKI       | TOKI       | TOKI       |                                              |
| BeatStream                       | 1        | PAPPUS     | PAPPUS     | PAPPUS     | 初開催                                       |
| DanceDanceRevolution（2014年版） | 4        | FEFEMZ*    | FEFEMZ*    | FEFEMZ*    |                                              |
| DanceEvolution ARCADE            | 3        | レミー     | レミー     | レミー     |                                              |
| GITADORA OverDrive GuitarFreaks  | 4        | にるなっつ | にるなっつ | にるなっつ |                                              |
| GITADORA OverDrive DrumMania     | 4        | B9TRIA.A   | B9TRIA.A   | B9TRIA.A   |                                              |
| jubeat saucer fulfill            | 4        | A.K.R-Y    | A.K.R-Y    | A.K.R-Y    |                                              |
| pop'n music ラピストリア         | 4        | TATSU      | TATSU      | TATSU      |                                              |
| REFLEC BEAT groovin'!! Upper     | 4        | NICHAN.T   | NICHAN.T   | NICHAN.T   |                                              |
| SOUND VOLTEX III GRAVITY WARS    | 3        | えつや     | えつや     | えつや     | JAEPOで決着がつかなかったため、3月22日に再戦 |
| ミライダガッキ Ver.2             | 2        | ほしケチ   | ほしケチ   | ほしケチ   | 予選ラウンドのみ                             |

## 2015年度（5th）
「The 5th KONAMI Arcade Championship」として2016年に開催する。決勝ラウンドは作品により、「JAEPO 2016」での開催と、「闘会議GP」での開催とに分かれる（会場はどちらも幕張メッセ）。また麻雀格闘倶楽部はスマホアプリ版「Sp」との、beatmania IIDXはPC（e-AMUSEMENT CLOUD）版「INFINITAS」との共同開催となる。

### スケジュール（5th）
決勝が闘会議GPで行われる作品
- 予選ラウンド
  - MÚSECA以外：2015年12月10日-2016年1月8日
  - MÚSECA：2015年12月24日-2016年1月8日（12月10日に稼働開始した為、日程が異なる）
- 決勝ラウンド：2016年1月30日

決勝がJAEPO 2016で行われる作品
- 予選ラウンド
  - 麻雀格闘倶楽部以外：2015年12月24日-2016年1月21日
  - 麻雀格闘倶楽部 彩の華：ゲーム機予選…2015年12月16日-2016年1月7日、ゲーム機決勝…2016年1月8日-1月17日
  - 麻雀格闘倶楽部Sp・オンライン大会：四人打ち…2015年12月16日-12月27日、三人打ち…2015年12月29日-2016年1月11日
- 決勝ラウンド：2016年2月20日

### 開催タイトル（5th）
- ゲームタイトルは公式サイト内の表記に基づく。

| タイトル                             | 開催回数 | 優勝者                                 | 決勝ラウンド開催イベント | 備考             |
| ------------------------------------ | -------- | -------------------------------------- | ------------------------ | ---------------- |
| 麻雀格闘倶楽部 彩の華 /Sp            | 5        | 四人打ち：ゆうしゃ! 三人打ち：ぶれっざ | JAEPO 2016               | アプリ版は初開催 |
| beatmania IIDX 23 copula / INFINITAS | 5        | DOLCE.                                 | JAEPO 2016               | PC版は初開催     |
| BeatStream アニムトライヴ            | 2        | MIZURIN                                | JAEPO 2016               |                  |
| DanceDanceRevolution（2014年版）     | 5        | FEFEMZ                                 | JAEPO 2016               |                  |
| DanceEvolution ARCADE                | 4        | AmiNa                                  | JAEPO 2016               |                  |
| GITADORA Tri-Boost GuitarFreaks      | 5        | (´・ω・｀)（ぎる）                     | JAEPO 2016               |                  |
| GITADORA Tri-Boost DrumMania         | 5        | TRAINMAN                               | JAEPO 2016               |                  |
| jubeat prop                          | 5        | CORBY.QS                               | 闘会議GP                 |                  |
| MÚSECA                               | 1        | FALL                                   | 闘会議GP                 | 初開催           |
| pop'n music éclale                   | 5        | 男子の部：TATSU 女子の部：8322         | 闘会議GP                 | 性別ごとに開催   |
| REFLEC BEAT VOLZZA                   | 5        | sir・o・n.                             | 闘会議GP                 |                  |
| SOUND VOLTEX III GRAVITY WARS        | 4        | 1008.BOT                               | 闘会議GP                 |                  |
| クイズマジックアカデミー暁の鐘       | 4        | ウエスト                               | 闘会議GP                 | 2大会ぶりの開催  |
| ディズニー ツムツム                  | 1        | チーム「りろんちだすめう」             | 闘会議GP                 | 初開催           |
| モンスターストライク MULTI BURST     | 1        | チーム「俺たちの51cm砲」               | 闘会議GP                 | 初開催           |

## 2016年度（6th）
「The 6th KONAMI Arcade Championship」として2017年に開催する。決勝ラウンドは全作品「JAEPO 2017」（幕張メッセ）での開催（以降2019年まで決勝大会は全作品JAEPOで開催）。また麻雀格闘倶楽部は前年に引き続きスマホアプリ版『Sp』との共同開催となる。

### スケジュール（6th）
- 予選ラウンド
  - BEMANIシリーズ：2016年12月1日-2017年1月12日ほか（一部作品では開始日が異なる。下記参照）
  - 麻雀格闘倶楽部ZERO：ゲーム機予選2016年12月21日-2017年1月7日、ゲーム機決勝…2017年1月8日-1月15日
  - 麻雀格闘倶楽部Sp：三人打ち…2016年12月27日-2017年1月4日、四人打ち…2017年1月6日-1月15日
  - クイズマジックアカデミートーキョーグリモワール：KACへのエントリーが必要な予選ラウンドはない。
- 決勝ラウンド：2017年2月11日または2月12日

### 開催タイトル（6th）
- ゲームタイトルは公式サイト内の表記に基づく。11月・12月はすべて2016年、1月・2月はすべて2017年。決勝ラウンドの日付は全て2017年。

| タイトル                                        | 開催回数 | 優勝者                                             | 予選ラウンド                                | 決勝ラウンド | 備考             |
| ----------------------------------------------- | -------- | -------------------------------------------------- | ------------------------------------------- | ------------ | ---------------- |
| beatmania IIDX 24 SINOBUZ                       | 6        | シングルプレー部門：LICHT ダブルプレー部門：VIENNA | 12月1日-1月12日                             | 2月12日      | PC版は対象外     |
| DanceDanceRevolution A                          | 6        | CHRS4LIFE                                          | 12月1日-1月12日                             | 2月11日      | 北米地区が加わる |
| GITADORA Tri-Boost Re:EVOLVE GuitarFreaks       | 6        | にるなっつ                                         | 12月15日-1月12日                            | 2月12日      |                  |
| GITADORA Tri-Boost Re:EVOLVE DrumMania          | 6        | A様                                                | 12月15日-1月12日                            | 2月12日      |                  |
| jubeat Qubell                                   | 6        | 個人部門：A.K.R-Y 団体部門：Giant Chicken Family   | 12月22日-1月12日                            | 2月12日      | 団体部門が初開催 |
| MÚSECA 1+1/2                                    | 2        | DDX                                                | 12月1日-1月12日                             | 2月11日      |                  |
| pop'n music うさぎと猫と少年の夢                | 6        | 男子の部：TATSU 女子の部：8322                     | 12月15日-1月12日                            | 2月11日      |                  |
| REFLEC BEAT 悠久のリフレシア                    | 6        | A.N.C.B                                            | 12月15日-1月12日                            | 2月12日      |                  |
| SOUND VOLTEX IV HEAVAENLY HAVEN                 | 5        | GGD                                                | 12月21日-1月16日                            | 2月11日      |                  |
| 麻雀格闘倶楽部 ZERO / Sp                        | 6        | 四人打ち：バクティス 三人打ち：MOTO                | ZERO：12月21日-1月15日 Sp：12月27日-1月15日 | 2月11日      | アプリ版でも開催 |
| クイズマジックアカデミー トーキョーグリモワール | 5        | あいあんメィデア                                   | KAC予選としての開催はなし                   | 2月11日      |                  |

## 2017年度（7th）
2017年10月18日に「The 7th KONAMI Arcade Championship」の開催が発表された。

### スケジュール（7th）
エントリー期間
- BEMANIシリーズ：2017年11月30日10:00-2018年1月5日18:00（2ステージ制の機種は1stステージが2017年12月15日18:00まで、2ndステージは2017年12月20日10:00からエントリー再開）
- 麻雀格闘倶楽部 豪華絢爛：2017年11月30日10:00-2018年1月7日0:00
- 麻雀格闘倶楽部Sp：2017年11月30日10:00-2018年1月22日5:00
- クイズマジックアカデミー THE WORLD EVOLVE:2017年11月30日10:00-2018年1月8日23:59

大会スケジュールは次項参照。

### 開催タイトル（7th）
- ゲームタイトルは公式サイト内の表記に基づく。
- 11月・12月はすべて2017年、1月・2月はすべて2018年。
- BEMANIシリーズで「1st」「2nd」とある場合は2ステージ制で各予選ごとにエントリーが必要。
- エリア大会、決勝ラウンドの日付はすべて2018年。

| タイトル                                  | 開催回数 | 優勝者                                    | 予選ラウンド                                                          | 予選ラウンド                                                          | エリア大会                            | 決勝ラウンド | 備考   |
| ----------------------------------------- | -------- | ----------------------------------------- | --------------------------------------------------------------------- | --------------------------------------------------------------------- | ------------------------------------- | ------------ | ------ |
| beatmania IIDX 25 CANNON BALLERS          | 7        | U*TAKA                                    | 1st：11月30日-12月18日 2nd：12月21日-1月9日                           | 1st：11月30日-12月18日 2nd：12月21日-1月9日                           | 東：1月27日 西：1月28日               | 2月11日      |        |
| DanceDanceRevolution A                    | 7        | FEFEMZ                                    | Group A：11月30日-1月9日 Group B：12月21日-1月9日                     | Group A：11月30日-1月9日 Group B：12月21日-1月9日                     | 東：1月27日 西：1月28日               | 2月10日      |        |
| GITADORA matixx GuitarFreaks              | 7        | ぎるたん                                  | 1st：11月30日-12月18日 2nd：12月21日-1月9日                           | 1st：11月30日-12月18日 2nd：12月21日-1月9日                           | なし                                  | 2月10日      |        |
| GITADORA matixx DrumMania                 | 7        | まーたんとゆっきー                        | 1st：11月30日-12月18日 2nd：12月21日-1月9日                           | 1st：11月30日-12月18日 2nd：12月21日-1月9日                           | なし                                  | 2月10日      |        |
| jubeat clan                               | 7        | 個人部門:A7STA4A. 団体部門:☆ゴリあーにゃ★ | 1st：11月30日-12月18日 2nd：12月21日-1月9日 団体部門：11月30日-1月9日 | 1st：11月30日-12月18日 2nd：12月21日-1月9日 団体部門：11月30日-1月9日 | なし                                  | 2月10日      |        |
| pop'n music うさぎと猫と少年の夢          | 7        | 男子の部:TATSU 女子の部:10kai             | 1st：11月30日-12月18日 2nd：12月21日-1月9日                           | 1st：11月30日-12月18日 2nd：12月21日-1月9日                           | なし                                  | 2月11日      |        |
| SOUND VOLTEX IV HEAVAENLY HAVEN           | 6        | K.FLAT                                    | 1st：11月30日-12月18日 2nd：12月21日-1月9日                           | 1st：11月30日-12月18日 2nd：12月21日-1月9日                           | 東：1月27日 西：1月28日               | 2月11日      |        |
| ノスタルジア FORTE                        | 1        | REMILIA                                   | 1st：11月30日-12月18日 2nd：12月21日-1月9日                           | 1st：11月30日-12月18日 2nd：12月21日-1月9日                           | なし                                  | 2月10日      | 初開催 |
| 麻雀格闘倶楽部 豪華絢爛 / Sp              | 7/3      | 四人打ち:TRUMP 三人打ち:SHO!?             | 豪華絢爛                                                              | ゲーム機予選：12月18日-1月6日 ゲーム機決勝：1月7日-1月14日            | 1月27日 1月28日 2月3日 2月4日 から1日 | 2月10日      |        |
| 麻雀格闘倶楽部 豪華絢爛 / Sp              | 7/3      | 四人打ち:TRUMP 三人打ち:SHO!?             | Sp                                                                    | 三人打ち：12月27日-1月8日 四人打ち：1月10日-1月21日                   | なし                                  | 2月10日      |        |
| クイズマジックアカデミー THE WORLD EVOLVE | 6        | ひなたビタレント                          | KAC予選としての開催はなし                                             | KAC予選としての開催はなし                                             | KAC予選としての開催はなし             | 2月11日      |        |

## 2018年度（8th）
2018年10月24日に「The 8th KONAMI Arcade Championship」の開催が発表され、11月15日よりエントリーを開始した。

### スケジュール（8th）
エントリー
- BEMANIシリーズ
  - jubeat festo：2018年11月15日-2018年12月7日 18:00
  - beatmania IIDX 26 Rootage・DanceDanceRevolution A・SOUND VOLTEX IV HEAVENLY HAVEN：2018年11月15日-2018年12月14日 18:00
  - その他BEMANIシリーズ：2018年11月15日-2019年1月4日 18:00
- その他機種
  - 麻雀格闘倶楽部 GRAND MASTER：2018年11月15日-2018年12月24日
  - ボンバーガール：エントリー不要（2019年1月26日当日受付）
  - その他のタイトル：2018年11月15日-2019年1月6日

### 開催タイトル（8th）
表中11月・12月は2018年、1月は2019年。エリア大会の日程は東日本が2019年1月12日、西日本が2019年1月14日（海外枠はエリア予選を行わず予選成績で決勝進出者を決める）。
| タイトル                           | 開催回数 | 優勝者                                         | 予選ラウンド | エリア大会                | 決勝ラウンド | 備考                         |
| ---------------------------------- | -------- | ---------------------------------------------- | --- | ------------------------- | ------------ | ---------------------------- |
| beatmania IIDX 26 Rootage          | 8        | U*TAKA                                         | 11月29日-12月17日                                                                                                  | あり                      | 1月26日      |                              |
| DanceDanceRevolution A             | 8        | FEFEMZ                                         | 11月29日-12月17日                                                                                                  | あり                      | 1月27日      |                              |
| DANCERUSH STARDOM                  | 1        | NISHI                                          | 11月29日-1月7日 | なし                      | 1月26日      | 初開催                       |
| GITADORA EXCHAIN GuitarFreaks      | 8        | (・m・m・m・) (ぎるたん)                       | 11月21日-1月7日 | なし                      | 1月26日      |                              |
| GITADORA EXCHAIN DrumMania         | 8        | NKN-FAL                                        | 11月21日-1月7日 | なし                      | 1月26日      |                              |
| jubeat festo                       | 8        | 個人部門ːS&YSN-Y 団体部門ː☆ゴリあーにゃ★       | 11月29日-1月10日                                                                                                   | あり                      | 1月27日      |                              |
| pop'n music peace                  | 8        | 男子の部ːTATSU 女子の部ː8322                   | 11月21日-1月7日 | なし                      | 1月27日      |                              |
| SOUND VOLTEX IV HEAVENLY HAVEN     | 7        | LV.MINI                                        | 11月21日-12月17日                                                                                                  | あり                      | 1月27日      |                              |
| ノスタルジア Op.2                  | 2        | ベーシック部門ːREMILIA リサイタル部門ːyukitani | 11月21日-1月7日 | なし                      | 1月27日      |                              |
| 麻雀格闘倶楽部 GRAND MASTER/Sp     | 8/4      | 四人打ちːカリスマ 三人打ちːあかやさい          | GRAND MASTER 予選：12月7日-12月24日 決勝：12月25日-1月6日 Sp 四人打ち：12月12日-12月24日 三人打ち：12月26日-1月6日 | なし                      | 1月27日      |                              |
| BASEBALL COLLECTION                | 1        | T-zero                                         | 前半戦：12月14日-12月25日 後半戦：12月26日-1月6日                                                                  | なし                      | 1月26日      | 初開催                       |
| エルドラクラウン                   | 1        | Dior                                           | 12月19日-1月6日 | なし                      | 1月26日      | 初開催                       |
| クイズマジックアカデミー MAXIVCORD | 7        | MISカトニック                                  | KAC予選としての開催はなし                                                                                          | KAC予選としての開催はなし | 1月26日      | ロストファンタリウム枠はなし |
| ボンバーガール                     | 1        | チーム:高知連合つくも組                        | 予選なし | 予選なし                  | 1月26日      | 初開催                       |

## 2019年度（9th）

### スケジュール（9th）
エントリー
- 麻雀格闘倶楽部 GRAND MASTER：2019年11月26日-2020年1月13日
- 麻雀格闘倶楽部 Sp：2019年11月26日-2019年12月23日
- エルドラクラウン 紅蓮の覇者：2019年12月5日-2020年1月6日 18:00
- BEMANIシリーズ・その他のタイトル：2019年11月26日-2020年1月6日 18:00

### 開催タイトル（9th）
開催作品は前年度と同じ。以下特記なき場合11月・12月は2019年、それ以外は2020年。エリア大会の日程は土曜日の場合、東日本（KONAMI内イベントスペース）が2020年1月18日、西日本（大阪サンライズビル ホールB）が2020年1月25日（エルドラクラウン 紅蓮の覇者は東日本が1月25日にラウンドワン南砂店、西日本が2月1日にラウンドワンスタジアム千日前店）。日曜日の場合、東日本が2020年1月19日、西日本が2020年1月26日（海外枠はエリア予選を行わず予選成績で決勝進出者を決める）。決勝会場は2月8日開催の作品はJAEPOでの開催。そのほかの日程で開催される作品はesports 銀座 studioとなっている。
BEMANIシリーズ各作品は予定通りのスケジュールで開催されたが、BEMANIシリーズ以外の決勝ラウンド（当初の開催予定日：2月22日-2月24日）については、新型コロナウイルス感染症の影響により、2月18日に開催延期が発表され、2021年3月13日・3月14日に10thと同日開催（『ボンバーガール』のみ10thの予選を行わず、9thの決勝ラウンド進出者で10thの決勝ラウンド開催）の予定だったが、2021年1月に一部都府県で発令された緊急事態宣言が2021年3月7日まで延期されたため、開催困難と判断され中止になった。。
| タイトル                       | 開催回数 | 優勝者                                        | 予選ラウンド    | エリア大会 | 決勝ラウンド | 備考 |
| ------------------------------ | -------- | --------------------------------------------- | --------------- | ---------- | ------------ | ---- |
| beatmania IIDX 27 HEROIC VERSE | 9        | KKM*                                          | 11月27日-1月7日 | 日曜日     | 2月8日       |      |
| DanceDanceRevolution A20       | 9        | CHRS4LIFE                                     | 11月27日-1月7日 | 日曜日     | 2月8日       |      |
| DANCERUSH STARDOM              | 2        | ソロ部門：RIRI-. ペア部門：AKINA-02、IEKEIBOT | 12月11日-1月7日 | なし       | 2月1日       |      |
| GITADORA NEX＋AGE GuitarFreaks | 9        | 雲風亭まっちゃん皆伝                          | 11月27日-1月7日 | 土曜日     | 2月2日       |      |
| GITADORA NEX＋AGE DrumMania    | 9        | 鬼嫁合衆国環境大臣                            | 11月27日-1月7日 | 土曜日     | 2月1日       |      |
| jubeat festo                   | 9        | 個人部門:CORBY.QS 団体部門:☆ゴリあーにゃ★     | 11月27日-1月7日 | 日曜日     | 2月2日       |      |
| pop'n music peace              | 9        | 男子の部:TATSU 女子の部:8322                  | 11月27日-1月7日 | 土曜日     | 2月1日       |      |
| SOUND VOLTEX VIVID WAVE        | 8        | MINI.                                         | 11月27日-1月7日 | 日曜日     | 2月8日       |      |
| ノスタルジア Op.3              | 3        | ベーシック部門:hr リサイタル部門:yukitani     | 12月12日-1月7日 | 日曜日     | 2月2日       |      |

| タイトル                                           | 開催回数 | 予選ラウンド | エリア大会            | 決勝ラウンド予定日    | 備考 |
| -------------------------------------------------- | -------- | --- | --------------------- | --------------------- | ---- |
| 麻雀格闘倶楽部 GRAND MASTER/Sp                     | 9/5      | GRAND MASTER ゲーム機予選：12月16日-1月3日 ゲーム機決勝：1月4日-1月13日 Sp 三人打ち：12月3日-12月11日 四人打ち：12月13日-12月23日 | なし                  | 2月22日→2021年3月14日 |      |
| BASEBALL COLLECTION                                | 2        | 前半戦：12月12日-12月24日 後半戦：12月25日-1月6日                                                                                 | なし                  | 2月23日→2021年3月13日 |      |
| エルドラクラウン 紅蓮の覇者                        | 2        | 12月5日-1月6日 | 上述                  | 2月23日→2021年3月13日 |      |
| クイズマジックアカデミー 軌跡の交叉 -Xross Voyage- | 8        | KACとしての予選はなし | KACとしての予選はなし | 2月24日→2021年3月14日 |      |
| ボンバーガール                                     | 2        | 予選なし | 土曜日                | 2月24日→2021年3月14日 |      |

## 2020年度（10th）
KAC公式TwitterにてThe 10th KACの開催が発表された()。延期となっている9th KACの非BEMANIシリーズ
作品の決勝ラウンドについても同日開催予定だったが中止となった（先述）。また今大会は日本国内在住のプレイヤーに参加資格が限られている。

### スケジュール（10th）
エントリー
- 麻雀格闘倶楽部 疾風：2020年12月23日-2021年1月7日
- BASEBALL COLLECTION：2020年12月23日-2021年1月20日→2020年12月23日-2021年3月19日
- エルドラクラウン 紅蓮の覇者：2019年12月5日-2021年1月6日→2020年12月23日-2021年4月19日
- ボンバーガール：不要
- BEMANIシリーズ・その他のタイトル：2020年12月23日-2021年2月1日→2020年12月23日-2021年4月19日

### 開催タイトル（10th）
開催作品は3年連続変化なし。以下特記なき場合12月は2020年、それ以外は2021年。決勝ラウンドは3月6・7・13・14日にesports 銀座 studioで無観客で開催予定だったが、2021年1月の緊急事態宣言延期により開催延期。女性部門が開催されているタイトルにおいて、フリー部門は性別不問（女性がフリー部門に参加してもよいが、両方参加はできない）。日程の太字はスケジュール変更後に追加された開催期間。
| タイトル                                                               | 選出回数 | 優勝者                                    | 予選ラウンド | 決勝ラウンド          | 備考                                                              |
| ---------------------------------------------------------------------- | -------- | ----------------------------------------- | --- | --------------------- | ----------------------------------------------------------------- |
| beatmania IIDX 28 BISTROVER →beatmania IIDX 29 CastHour                | 10       | フリー部門：U*TAKA 女性部門：NEKOZE       | 12月23日-2月2日 →12月23日-4月20日 | 3月7日→2022年2月12日  | 女性部門が新設された。                                            |
| DanceDanceRevolution A20 PLUS                                          | 10       | フリー部門：HIBIKI 女性部門：PO           | 12月23日-2月2日 →12月23日-4月20日 | 3月6日→2022年2月11日  | 女性部門が新設された。                                            |
| DANCERUSH STARDOM                                                      | 3        | ソロ部門：RIRI- ペア部門：HARA-DASH、MIYA | 12月28日-2月2日 →12月28日-4月20日 | 3月7日→2022年2月12日  | ソロ部門は 1月14日9:59までがstage 1、 1月14日10:00以降はstage 2。 |
| GITADORA NEX＋AGE GuitarFreaks →GITADORA HIGH VOLTAGE GuitarFreaks     | 10       | ぎるたん.                                 | 12月23日-2月2日→ 12月23日-4月20日 | 3月6日→2022年2月11日  |                                                                   |
| GITADORA NEX＋AGE DrumMania →GITADORA HIGH VOLTAGE DrumMania           | 10       | びばっちめう！                            | 12月23日-2月2日→ 12月23日-4月20日 | 3月6日→2022年2月11日  |                                                                   |
| jubeat festo                                                           | 10       | S&YSN-Y                                   | 12月23日-2月2日→ 12月23日-4月20日 | 3月6日→2022年2月11日  |                                                                   |
| pop'n music 解明リドルズ                                               | 10       | フリー部門：TATSU 女性部門：10kai         | 12月23日-2月2日→ 12月23日-4月20日 | 3月7日→2022年2月12日  | 男子・女子の区分けから フリー部門・女性部門に変更された。         |
| SOUND VOLTEX VIVID WAVE →SOUND VOLTEX EXCEED GEAR                      | 9        | フリー部門：ゆーいち 女性部門：CLOEL.C    | 12月24日-2月2日→ 12月24日-4月20日 | 3月6日→2022年2月11日  | 女性部門が新設された。                                            |
| ノスタルジア Op.3                                                      | 4        | HAVOL                                     | 12月23日-2月2日→ 12月23日-4月20日 | 3月7日→2022年2月12日  |                                                                   |
| 麻雀格闘倶楽部 疾風/Sp                                                 | 10/6     | 四人打ちːあおい 三人打ちːいいとも！       | 疾風（ゲーム機予選） 12月23日-1月7日 疾風（ゲーム機決勝） 1月8日-1月17日 3月26日-4月4日 Sp（三人打ち予選) 12月28日-1月18日 Sp（四人打ち予選） 1月20日-2月1日 | 3月14日→2022年2月13日 |                                                                   |
| BASEBALL COLLECTION                                                    | 3        | 【頂】玄武                                | 前半戦：12月24日-1月6日 後半戦：1月7日-1月20日 | 3月13日→2022年2月13日 | [ 33 ]                                                            |
| エルドラクラウン 紅蓮の覇者                                            | 3        | やとガミさん                              | 12月23日-2月2日→ 12月23日-4月20日 | 3月13日→2022年2月13日 | スピードバトル部門のみ                                            |
| クイズマジックアカデミー 輝望の刻 →クイズマジックアカデミー 夢幻の鏡界 | 9        | ZHIEND                                    | 第3回全国大会： 12月18日-12月27日 第4回全国大会： 1月（日程未定） →3月26日-4月4日                                                                            | 3月14日→2022年2月13日 |                                                                   |
| ボンバーガール                                                         | 3        |                                           | 3月14日→中止 | 予選・エリア大会なし  | 9thの決勝進出者で 10thの決勝ラウンドを行う予定だった。            |